# Mark B. N. Hansen
Mark Boris Nikola Hansen (* 2. August 1965) ist ein US-amerikanischer Literaturwissenschaftler und Medientheoretiker.

## Leben
Mark Hansen studierte von 1985 bis 1991 Französisch und Vergleichende Literaturwissenschaft an der New York University mit Gastaufenthalten an der Universität Paris-Nanterre, dann an der University of California in Irvine sowie als Gaststudent an der Universität Konstanz.
1994 promovierte er an der University of California, Irvine im Fach Vergleichende Literaturwissenschaft mit dem Dissertationsthema "Embodying Technesis. Technology beyond Writing".
Von 1994 bis 2008 lehrte er an der Southwest Texas State University, der Princeton University und der University of Chicago.
Derzeit ist er Professor für "Literature and Arts of the Moving Image" an der Duke University in Durham (North Carolina).
Mark B.N. Hansen ist nicht identisch mit dem Videokünstler und Mathematiker Mark Hansen.

## Wissenschaftliches Werk
In seinem ersten Buch „Embodying Technesis. Technology beyond Writing“ untersucht Hansen den theoretischen Umgang mit Technologie bei einflussreichen kulturphilosophischen Autoren des zwanzigsten Jahrhunderts, namentlich Martin Heidegger, Jacques Derrida, Sigmund Freud, Jacques Lacan, Michel Foucault, Gilles Deleuze und Félix Guattari.
Er konstatiert einen theoretischen Trend zur Reduktion des Phänomens der Technologie auf den Begriff der Maschine. Hierdurch werde Technologie letztlich jedoch als wesentlich „diskursiv“ fehlgedeutet und damit in ihrer materiellen Wirkungskraft und Eigendynamik unterschätzt. Diese reduktive Strategie benennt er – in Analogiebildung zu Alice Jardines Begriff der Gynesis – als Technesis, oder auch als „putting-into-discourse of technology“.
Im Rückgriff auf Walter Benjamin und unter Hinzuziehung neurowissenschaftlicher Thesen strebt Hansen demgegenüber eine Theoriebildung an, die der kulturellen Wirkungsmacht der Technologie in ihrer körperlichen Präsenz gerecht werden kann.
Dieses Vorhaben wird in „New Philosophy for New Media“ im Hinblick auf die digitalen Medien ausgebaut. Unter Bezug auf die Philosophie Henri Bergsons, auf den neurowissenschaftlichen Begriff des Embodiment sowie auf die Kybernetik-Revision bei Donald MacGrimmon MacKay und Raymond Ruyer versucht er, das Verhältnis von Mensch und technischem Medium im digitalen Zeitalter neu zu bestimmen.
Das digitale Bild sei nicht mehr als eigenständiges Objekt, sondern nurmehr als Prozess zu verstehen, der sowohl ein Interface sowie einen verkörperten Rezipienten voraussetze. Dementsprechend weist er die These einer durch die digitale Medienrevolution ausgelösten „Entkörperlichung“ des Menschen zurück. Vielmehr würde mittels der digitalen Medien die affektiv-körperliche „Unterseite“ jedes Wahrnehmungsaktes erst dem Erleben zugänglich, was als eine aktive Erweiterung affektiver Potentiale des menschlichen Körpers zu werten sei.
Die Kunst der neuen Medien, u. a. bei Jeffrey Shaw, Robert Lazzarini und Bill Viola, analysiert Hansen ausführlich als Versuchsfeld einer solchen affektiv-körperlichen Erweiterung des Rezipienten.
In „Bodies in Code“ erweitert Hansen diese Perspektive unter Berufung auf die Phänomenologie des Leibes von Maurice Merleau-Ponty.
Derzeit wendet sich Hansen dem Verhältnis von Zeitbewusstsein und Medien zu, sowohl unter Bezugnahme auf Edmund Husserl und Alfred North Whitehead, wie auch – nach einem längeren Aufenthalt in China – in interkultureller Perspektive.

## Kritik
Die Medienwissenschaftlerin Marie-Luise Angerer kritisiert Hansens „New Philosophy for New Media“ auf der Grundlage der Diskursanalyse nach Michel Foucault. Die medieninduzierte Modifizierung des affektiven Körpers sei keineswegs als eine Befreiung zu verstehen, sondern als Symptom eines Wandels im herrschenden Dispositiv der Macht. Dieses setze inzwischen weniger am Begehren des Subjekts, sondern vielmehr am Affekt des Organismus an.

## Auszeichnungen
2008 erhielt er den Ars Electronica Book Prize für sein Buch „Bodies in Code. Interfaces in Digital Media“.

## Veröffentlichungen (Auswahl)
- Mark B. N. Hansen: Embodying Technesis: Technology Beyond Writing. Science and Literature Series, University of Michigan, 2000.
- Mark B. N. Hansen: New Philosophy for New Media. MIT, 2004.
- Mark Hansen / Bruce Clarke: Emergence and Embodiment: New Essays on Second-Order Systems Theory. Duke University Press, 2005.
- Mark B. N. Hansen / Taylor Carman: The Cambridge Companion to Merleau-Ponty. Cambridge University Press, 2005.
- Mark B. N. Hansen: Bodies in Code: Interfaces with New Media. Routledge, 2006.
- Mark B. N. Hansen: Feed Forward: On the Future of 21st Century Media: University of Chicago Press, 2014.